# Михаил Поснов
Михаил Емануилович Поснов (на руски: Михаил Эммануилович Поснов) е руски богослов библеист, историк на Църквата. Работи в България след 1920 г.
Издаденият посмъртно през 1933 г. негов труд „История на Християнската църква“ е определян като едно от най-добри изследвания на църковната история за времето си.

## Биография
Роден е на 7 януари 1873 г. в село Протасев Угол, Рязанска губерния на Руската империя. През 1890 г. завършва Киевската духовна академия, където негови преподаватели са Василий Болотов и Александър Брилиантов. От 1910 г. преподава в академията. Довелият до коренни промени в руското общество болшевишкия преврат от 25 октомври 1917 г. кара Поснов през 1920 г. да емигрира в България.
Там работи като преподавател в Софийската и Пловдивската духовни семинарии, Богословския факултет на Софийския университет (1924 – 1928), Кюстендилската гимназия и Втора софийска мъжка гимназия, Пастирско-богословско училище „Свети Кирик“.
Умира на 13 октомври 1931 г. в София.
Негова дъщеря е общественичката Ирина Поснова (1914 – 1997).

## Трудове
Михаил Поснов е автор на редица изследвания по църковна история и библеистика.

### Руски период
- „Идея завета Бога с израильским народом в Ветхом Завете. (Опыт богословско-философского обозрения истории израильского народа)“ (1902) – магистърска дисертация
- „Взаимодействие двух факторов в истории израильского народа – божественного и человеческого“, (Киев, 1903)
- „Иудейство. К характеристике внутренней жизни еврейского народа в послепленное время“ (Киев, 1906)
- К вопросу об источниках христианского вероучения и задачах его“ (Санкт Петербург, 1906)
- „О содьбах библейского Израиля“ (Киев, 1907)
- „Новые типы построенния древней истории цекви. (Вступительная лекция, прочитанная в Университете Св. Владимира, 30 септември 1908)“, (Киев, 1909)
- „Первая христианская община и коммунизм. – В: Христианское чтение (1909. – № 4.; 1909. – № 5.)
- „О личности основателя христианской Церкви“ (Санкт Петербург, 1910)
- „Евангелие Иисуса Христа и „Евангелие“ апостолов о Христе“ (Киев, 1911)
- „Гностицизм и борьба церкви с ним во втором век“ (Киев, 1912)
- „Гностицизъм втораго века и победа христианской церкви над ним“ (Киев, 1917) – докторска дисертация
- „Самарийские маги-христианские ересиархи“ (Киев, 1917; Санкт Петербург, 1918)

### Български период
- „История на християнската църква“ (ГСУ БФ, I, 1923/25, 143 – 162.)
- „Първият Вселенски Никейски събор“ (ГСУ БФ, II, 1924/25, 1 – 90.)
- „Първият Вселенски събор в Никея и значението му (По случай 1600 г. – 325 – 1925)“. (Църковен вестник XXVI, 1925, №23, с.1.)
- „Проблеми и въпроси, повдигнати в западната богословска литература по повод 1600 г. юбилей на Никейския събор (325 г.)“. (ГСУ БФ, III, 1925/26, 139 – 150.)
- „Няколко думи за прима̀та на Римския папа" (ГСУ БФ, III, 1925/26, 151 – 163)
- „Монашеството през IV-XI векове“ (ГСУ БФ, IV, 1926/27, 63 – 104.)
- „Сардикийският събор и неговата католическа дейност" (ГСУ БФ, IV, 1926/27, 105 – 128.)
- „Византинизъм в историята на древната християнска църква.“ (ГСУ БФ, V, 1927/28, 217 – 244.)
- „Историческа справка по въпроса за състава на древните събори..." (ГСУ БФ, V, 1927/28, 245 – 258.)
- „Император Александър II като освободител на руския и българския народ.“ (Църковен вестник, XXIX, 1928, №9, с.102 – 103.)
- „Славянските народи и християнската църква. (Общ очерк).“ (Духовна култура, 1928, №36, с. 19 – 29.)
- „История на Християнската църква. Т. I-II. До разделянето на църквите (1054 г.)“, София, 1933, 551 с.